# 이상은 (희극인)
이상은(1990년 12월 28일 ~ )은 대한민국의 희극 배우 겸 온라인콘텐츠창작자이다. 앳된 얼굴로 학생 역할을 주로 담당한다.

## 학력
- 인덕대학교 방송연예과

## 출연작

### 방송
- 《개그콘서트》 (KBS)

〈달라스〉
〈힙합의 신〉
〈시청자 의견〉남학생1 역
〈민상토론〉
〈기승전병〉
〈블랙스네이크〉사생팬 역
〈영화는 영화다〉
〈비호행〉좀비 2 역
〈다시보기〉
〈핵갈린 늬우스〉
〈대한민국 전설의 개그맨 정명훈〉
〈비트는 동화〉
〈창과 방패〉
〈아무말 대잔치〉
〈잘 좀 훼방〉
〈해봅시다〉

## 유행어
- 힙합! This is my life~ (힙합의 신)
- 선생님~ (시청자 의견)
- 아~ (시청자 의견)[1]
- 블랙 스네이크 완전 팬이에요!!!(블랙 스네이크)